# Hydrothermalisme

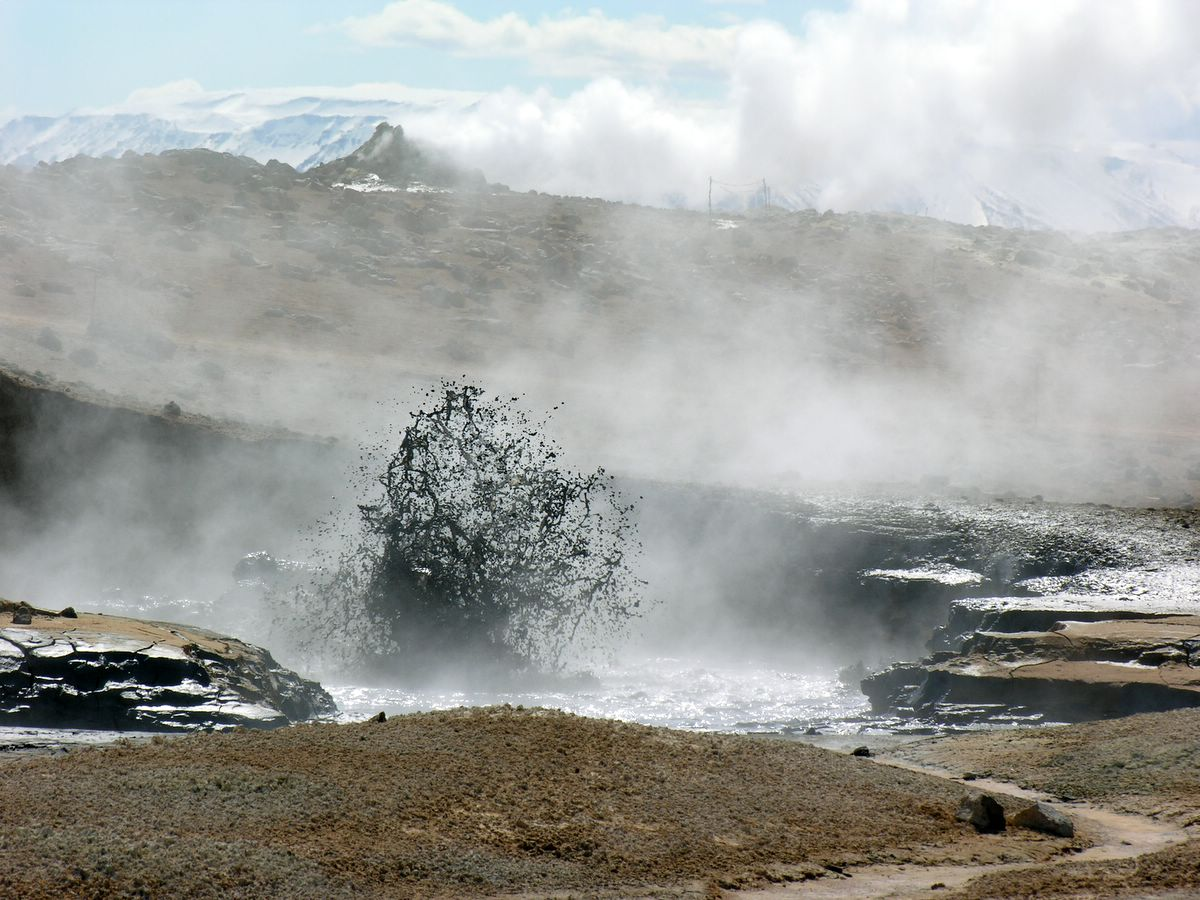
Une mare de boue à Hverarönd en Islande, un exemple d'une manifestation en surface de l'hydrothermalisme.

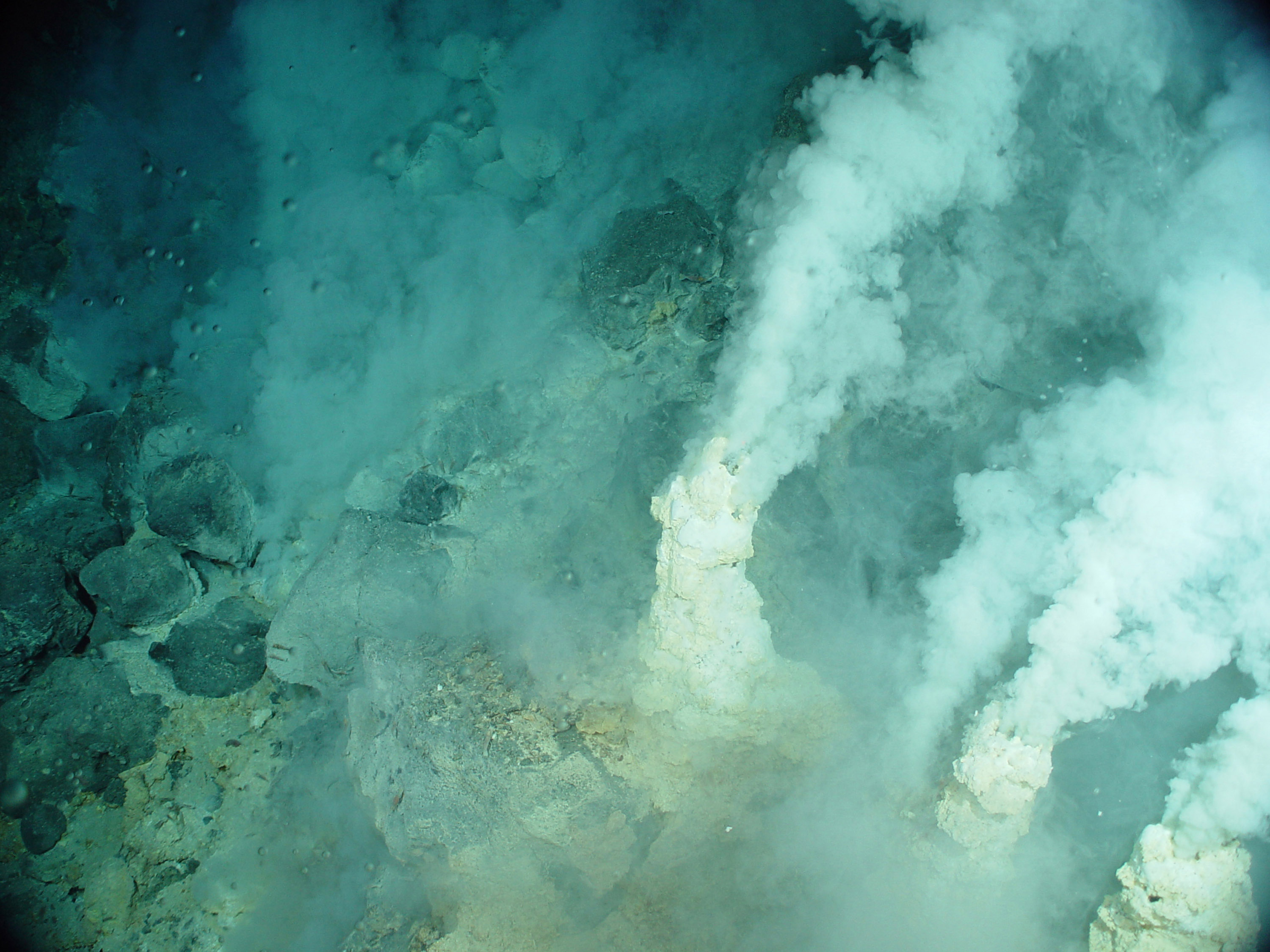
Émission hydrothermale au fond de l'océan (mont hydrothermal).

Le complexe filonien regroupe plusieurs filons hydrothermaux qui communiquent plus ou moins entre eux.

L'hydrothermalisme se rapporte à la circulation souterraine d'une eau chaude, chargée en minéraux dissous. Cette circulation, favorisée par une source de chaleur, se déroule souvent dans des filons en zone volcanique, non loin d'une chambre magmatique, ou en zone plutonique (génération de fluides hydrothermaux  à la fin ou après la cristallisastion d'un pluton).
Cette circulation dissout les minéraux présents dans les roches traversées. Ces minéraux peuvent précipiter ailleurs. Cela est à l'origine de nombreux types de minerais (minerais d'or, cuivre, barytine...).

## Hydrothermalisme des dorsales
L'hydrothermalisme est fréquent sur l'axe des dorsales océaniques. Des monts hydrothermaux de dizaines de mètres de hauteur se forment à la surface du sédiment, portant des cheminées environnées par une faune abondante de Bivalves et de petits Vers Annélides fouisseurs. Ces monts résultent de l'interaction entre des fluides hydrothermaux et des sédiments pélagiques carbonatés.

## Hydrothermalisme associé à la mise en place des corps magmatiques
Les filons hydrothermaux correspondent à des fractures remplies à la suite de la différenciation magmatique et de la baisse progressive de température de cristallisation au cours de laquelle plusieurs étapes majeures se déroulent, aboutissant à la mise en place, en raison de gradients de température et de pression, d'associations métallifères caractéristiques. Le géologue Waldemar Lindgren a classé les filons hydrothermaux suivant la profondeur à laquelle leur minéralisation a pu s'effectuer selon le processus de cristallisation fractionnée, ou plutôt suivant la température et la pression, fonctions elles-mêmes de la profondeur. Il distingue ainsi plusieurs phases : les filons hypothermaux (500-300°C, profondeur supérieure à 3,6 km) dont la gangue contient des minéraux de haute température (pyroxène, grenat, tourmaline, magnétite, pyrrhotite) et peut envelopper des minerais de valeur (cuivre, uranium, thorium, le lithium, le béryllium, bore) ; les filons mésothermaux (300-200°C, entre 1,2 et 3,6 km de profondeur) avec une gangue, quartzeuse ou carbonatée, et des minerais de plomb, de zinc, d'argent ou d'or ; les filons épithermaux (200-50°C, gisements les plus superficiels de 0 à 1,6 km) avec une gangue qui se rapproche des minéralisations des sources thermales (calcite, silice, fluorine, barytine) et des minerais d'or, d'antimoine, de plomb. La plupart de ces derniers sont associés au volcanisme felsique aérien,
Lors de sa remontée, le magma subit une cristallisation fractionnée qui conduit à un enrichissement du liquide silicaté résiduel en éléments volatiles minéralisateurs (eau, fluor, bore, chlore) et en métaux extraits de la croûte terrestre. Lorsque le taux de saturation en eau du magma est atteint, une « saumure » aqueuse se sépare du liquide silicaté, les métaux et les gaz se concentrant préférentiellement dans la phase aqueuse. Cette démixtion crée une surpression de fluide qui provoque une fracturation hydraulique du toit de l'intrusion et de son encaissant. L'ouverture de ces fractures provoque une baisse brutale de pression qui conduit à l'ébullition du fluide, ce qui provoque un partitionnement des éléments entre la phase liquide (métaux et chlorures) et la phase vapeur (composés volatils). L'injection de ces éléments et du liquide silicaté dans les fractures est suivie d’une cristallisation rapide à basse température, ce qui induit la formation de pegmatites ou d'aplites filoniennes qui se rencontrent soit dans les granitoïdes, soit à leurs bordures, soit en filons injectés dans les terrains encaissants. Les fractures ouvertes sont d'abord remplies par le liquide silicaté résiduel (cristallisation de pegmatite, d'aplite) puis de fluides aqueux riches en éléments dissous. Lorsque l'ascension de la saumure se rapproche de la surface, l'eau se refroidit et perd son pouvoir de dissolution. D'autres ions métalliques (or, argent, plomb, zinc) précipitent sous forme de sulfures, de carbonates, d'oxydes ou plus rarement sous forme d'éléments natifs pour former des veines.

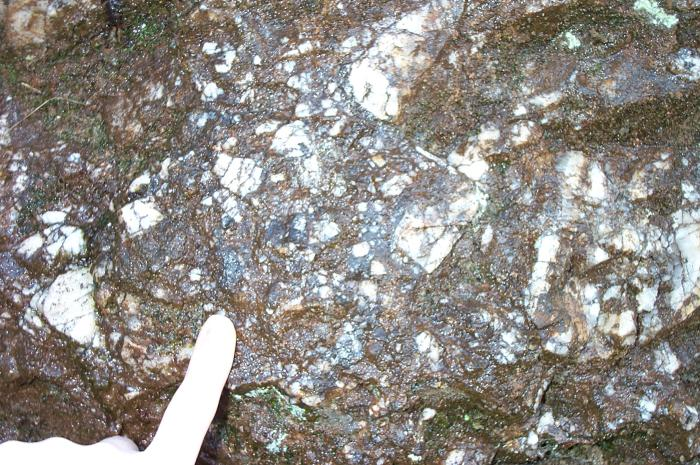
Brèche hydrothermale.
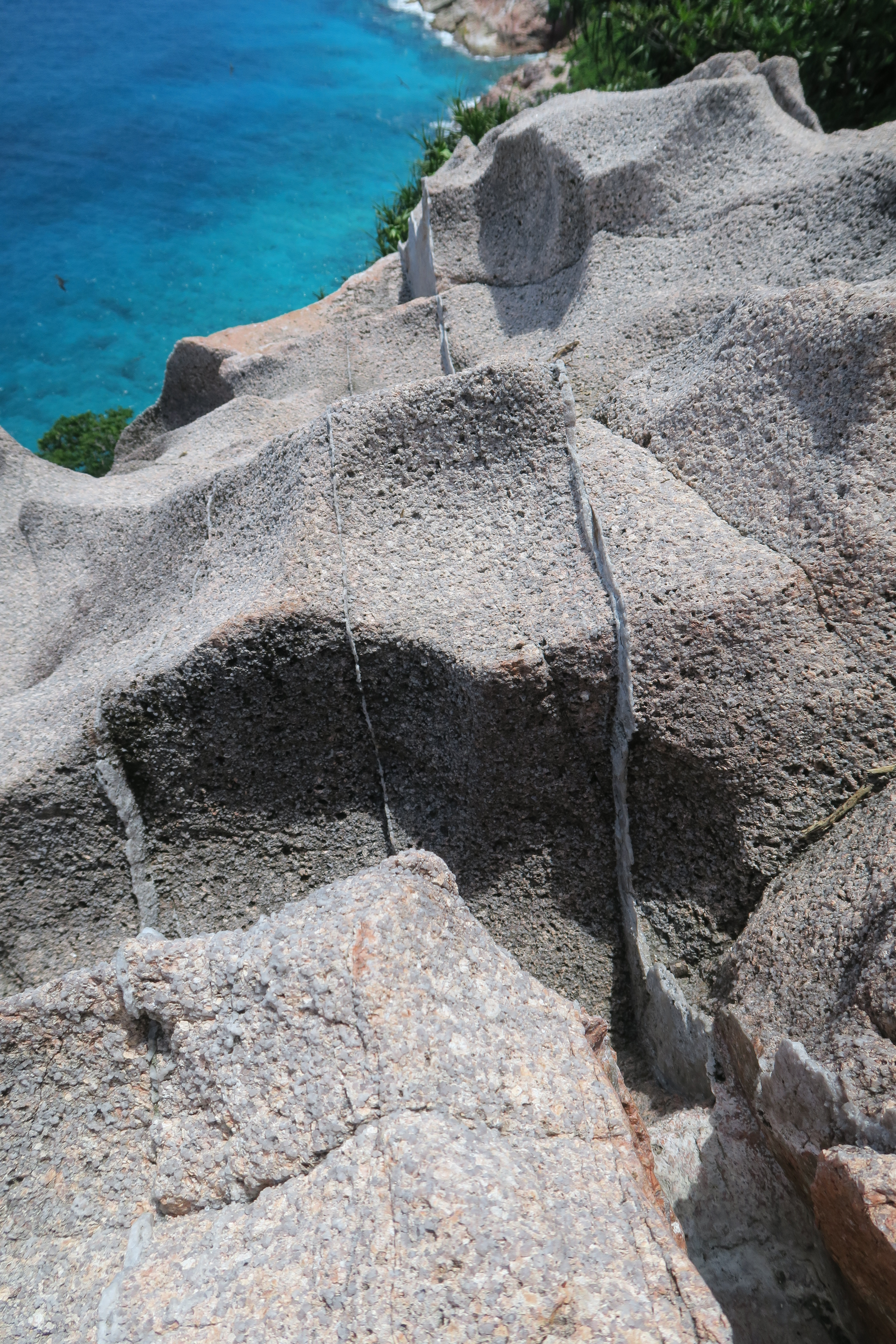
Veines hydrothermales de quartz dans un granite.